# Perepsilonema
Perepsilonema är ett släkte av rundmaskar. Perepsilonema ingår i familjen Epsilonematidae.